# Kevin Geniets

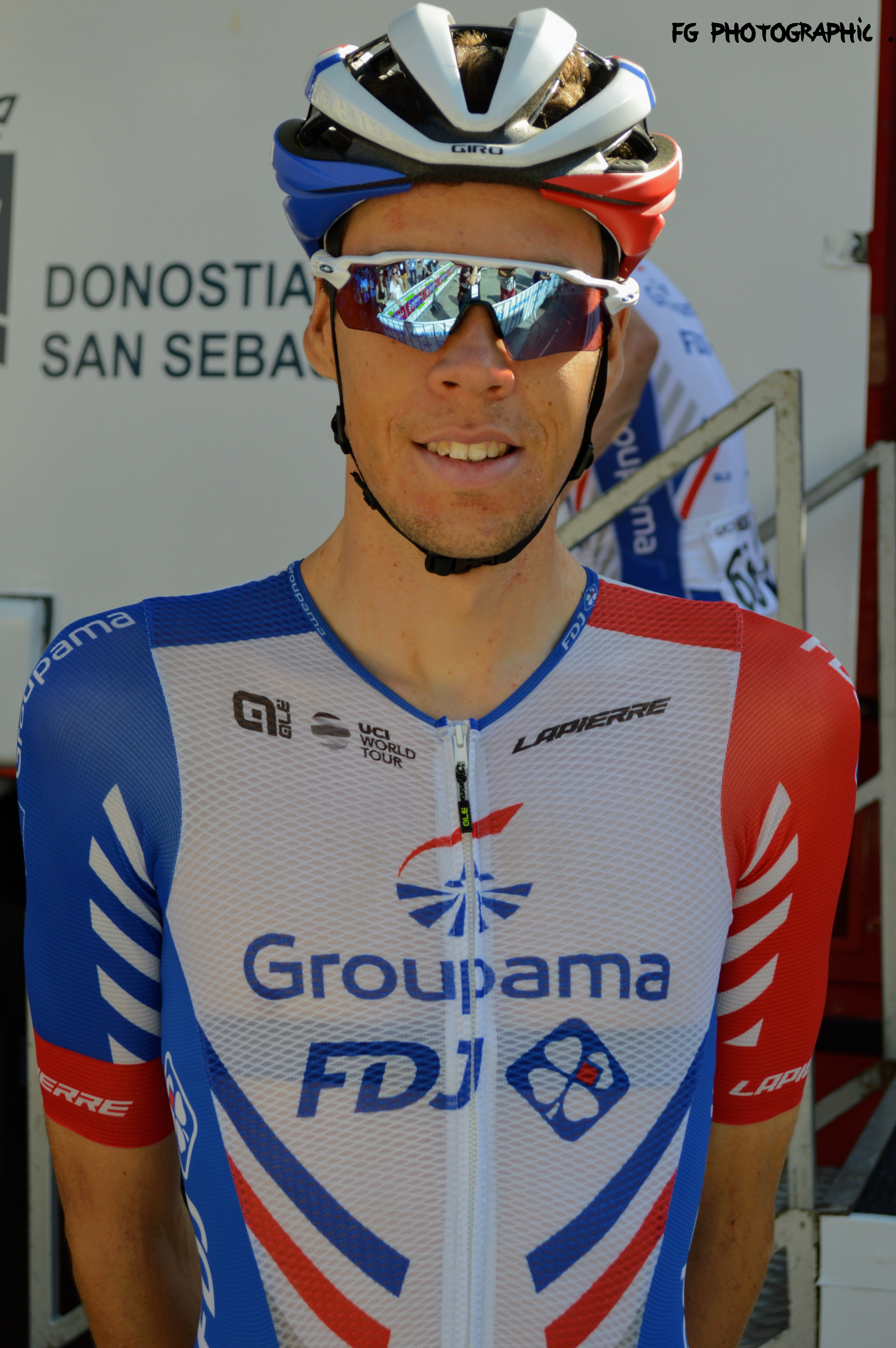
Kevin Geniets lors de la Classique de Saint-Sébastien 2019

Kevin Geniets (né le 9 janvier 1997 à Esch-sur-Alzette) est un coureur cycliste luxembourgeois, membre de l'équipe World Tour Groupama-FDJ.

## Biographie

### Carrière chez les amateurs
En 2013, Kevin Geniets devient champion du Luxembourg sur route chez les débutants (moins de 17 ans).  L'année suivante, il remporte une étape du Tour de Haute-Autriche juniors (moins de 19 ans) et termine notamment deuxième du Tour du Pays de Vaud. 
En 2015, il devient double champion du Luxembourg juniors, dans le cyclo-cross et le contre-la-montre. Il se classe par ailleurs quatrième du Tour du Pays de Vaud et du Tour de Basse-Saxe juniors, ou encore cinquième du championnat d'Europe juniors. Il rejoint ensuite en 2016 le Chambéry CF, centre de formation de l'équipe AG2R La Mondiale . Coureur relativement complet, il devient double champion du Luxembourg espoirs (moins de 23 ans), dans la course en ligne et le contre-la-montre. Sous les couleurs de son pays, il prend la huitième place du championnat d'Europe espoirs à Plumelec. Il se distingue également dans le calendrier national français en remportant le classement général du Tour du Beaujolais et le prologue du Tour d'Auvergne. 
En 2017, il se classe treizième du Grand Prix Priessnitz spa, manche de la Coupe des Nations espoirs, tout en ayant terminé troisième du prologue et deuxième de la étape. Stagiaire chez AG2R La Mondiale, il prend la vingtième place de la Polynormande parmi les professionnels. Il poursuit ensuite une dernière saison chez les amateurs en 2018, où il obtient quelques résultats en Coupe de France DN1. Il n'est toutefois pas recruté par les dirigeants d'AG2R La Mondiale. 

### Carrière professionnelle
Pour la saison 2019, Kevin Geniets signe un contrat professionnel avec l’équipe française Continentale Groupama-FDJ. Il effectue sa reprise lors de l'Essor basque, où il obtient des places d'honneur. 
Le 22 mars 2019, il est promu dans l'équipe World Tour Groupama-FDJ où il remplace numériquement Georg Preidler. Huit jours plus tard, il est aligné sur la Classic Loire-Atlantique, dans un rôle d'équipier pour Marc Sarreau, 2e de cette course. Il ne tarde pas à se distinguer, 8e de Paris-Camembert mi-avril, 10e du Grand Prix de Plumelec, 6e des Boucles de l'Aulne puis 15e du Tour de Luxembourg en juin. Il participe également à sa première épreuve World Tour, prenant le départ du Tour de Suisse. Niveau qu'il retrouve lors du BinckBank Tour, du Grand Prix de Québec puis celui de Montréal. Au sortir de ces deux courses d'un jour canadiennes, sélectionné pour représenter son pays aux championnats du monde, il termine 16e du contre-la-montre et 13e de la course en ligne espoirs. Sous les couleurs de son équipe, il obtient une dernière place d’honneur sur Binche-Chimay-Binche, 12e.
En août 2020, il se classe troisième du championnat du Luxembourg du contre-la-montre derrière Bob Jungels et Alex Kirsch. Il est également sélectionné pour représenter son pays aux championnats d'Europe de cyclisme sur route organisés à Plouay dans le Morbihan.
Le 28 janvier 2024, il remporte le Grand Prix La Marseillaise et décroche à cette occasion sa première victoire professionnelle hors Luxembourg.

## Palmarès sur route

### Par année
- 2009
  - 2e du championnat du Luxembourg sur route minimes
- 2011
  - 2e du championnat du Luxembourg sur route cadets
- 2012
  - 3e du championnat du Luxembourg sur route débutants
- 2013
  -  Champion du Luxembourg sur route débutants
- 2014
  - 2e étape du Tour de Haute-Autriche juniors
  - Grand Prix François-Faber
  - 2e du championnat du Luxembourg du contre-la-montre juniors
  - 2e du Tour du Pays de Vaud
- 2015
  -  Champion du Luxembourg du contre-la-montre juniors
  - Grand Prix François-Faber
  - 2e du Tour des Portes du Pays d'Othe
  - 6e du championnat d'Europe sur route juniors
- 2016
  -  Champion du Luxembourg sur route espoirs
  -  Champion du Luxembourg du contre-la-montre espoirs
  - Tour du Beaujolais :
    - Classement général
    - 1re étape

  - Prologue du Tour d'Auvergne
  - 2e du Prix de Varennes-Saint-Sauveur
  - 2e du Tour du Chablais
  - 8e du championnat d'Europe sur route espoirs
- 2017
  - La Durtorccha
  - 3e du Tour de Moselle
  - 3e du Trophée des Champions
- 2018
  - 3e de Bordeaux-Saintes
  - 3e du Circuit des Monts du Livradois
- 2019
  -  Champion du Luxembourg sur route espoirs
  -  Champion du Luxembourg du contre-la-montre espoirs
  - 2e du Circuit de l'Essor
  - 2e du championnat du Luxembourg sur route
  - 7e du championnat d'Europe du contre-la-montre espoirs
- 2020
  -  Champion du Luxembourg sur route
  - 3e du championnat du Luxembourg du contre-la-montre
- 2021
  -  Champion du Luxembourg sur route
  -  Champion du Luxembourg du contre-la-montre
  - 9e du Circuit Het Nieuwsblad
- 2024
  -  Champion du Luxembourg sur route
  - Grand Prix La Marseillaise
- 2025
  - 3e de Étoile de Bessèges-Tour du Gard

### Résultats sur les grands tours

#### Tour de France
3 participations
- 2022 : 48e
- 2023 : 41e
- 2024 : 58e

#### Tour d'Espagne
2 participations
- 2021 : 85e
- 2024 : abandon (12e étape)

#### Tour d'Italie
1 participation
- 2025 : 33e

### Classements mondiaux
| Année                                 | 2016  | 2017  | 2018  | 2019 | 2020 | 2021 | 2022 | 2023 | 2024 |
| ------------------------------------- | ----- | ----- | ----- | ---- | ---- | ---- | ---- | ---- | ---- |
| Classement mondial                    | 1094e | 1170e | 2877e | 293e | 184e | 224e | 311e | 367e | 282e |
| UCI Europe Tour                       | 738e  | 781e  | 1943e | 239e | 151e | 192e | 250e | nc   | nc   |
|                                       |       |       |       |      |      |      |      |      |      |
| Légende : nc = non classéSource : UCI |       |       |       |      |      |      |      |      |      |

## Palmarès en cyclo-cross
- 2013-2014
  - 2e du championnat du Luxembourg de cyclo-cross juniors
- 2014-2015
  -  Champion du Luxembourg de cyclo-cross juniors